# Подгорний Сергій Анатолійович
Сергі́й Анато́лійович Подго́рний  (нар. 6 грудня 1970, Кривий Ріг, Дніпропетровська область — пом. 18 серпня 2014, Чорнухине, Попаснянський район Луганська область) — сотник 17-ї сотні Самооборони Майдану, рядовий міліції, доброволець МВС України. Загинув під час російсько-української війни.

## Життєпис
Народився 1970 року в місті Кривий Ріг, згодом родина переїхала до Нової Каховки на Херсонщину. 1989 року закінчив СПТУ в Кривому Розі, після чого до 1991 року проходив строкову військову службу в Радянській армії та Збройних Силах України.
Працював у Львівському інституті фізкультури. Два роки займався бізнесом в Європі, потім повернувся в Україну, був власником середнього бізнесу (кількох магазинів). Цікавився східною філософією та літературою, був футбольним уболівальником та затятим рибалкою.
27 листопада 2013 року прибув до Києва на Євромайдан, де увійшов до складу Самооборони, очоливши 17-ту сотню.
У травні 2014 року добровольцем став до лав БПСМОП «Київ-1», у червні перевівся до БПСМОП «Київ-2». 8 серпня 2014 відряджений до зони АТО. Був відзначений Міністерством внутрішніх справ іменною вогнепальною зброєю.
18 серпня 2014 року загинув під час виконання службових обов'язків. У ході операції із затримання диверсантів у смт Чорнухине (Луганська область) Сергій першим увірвався до будинку, де перебували проросійські терористи. У будинку були також мирні мешканці, тому під час операції бійці батальйону «Київ-2» не застосовували гранати та інші засоби, ризикуючи власним життям. Сергій дістав смертельні поранення.
20 серпня 2014-го Сергія з усіма військовими почестями поховали в Новій Каховці. Залишилися батько, дружина та пасинок 1990 р.н.

## Нагородження та вшанування пам'яті
- 21 серпня 2014 року — за особисту мужність і героїзм, виявлені у захисті державного суверенітету та територіальної цілісності України, вірність військовій присязі, відзначений — нагороджений орденом Богдана Хмельницького ІІІ ступеня (посмертно).
- У Новій Каховці відкрили меморіальну дошку на будинку, де жив Сергій Подгорний.
- Його портрет розміщений на меморіалі «Стіна пам'яті полеглих за Україну» в Києві: секція 3, ряд 2, місце 5.
- Вшановується 18 серпня на щоденному ранковому церемоніалі вшанування українських захисників, які загинули цього дня в різні роки внаслідок російської збройної агресії[1]